# Бэрри, Марти
Мартин Джеймс Бэрри (англ. Martin James Barry; 8 декабря 1905, Квебек — 20 августа 1969, Галифакс) — канадский хоккеист, игравший на позиции центрального нападающего; двукратный обладатель Кубка Стэнли в составе «Детройт Ред Уингз» (1936, 1937).

## Биография

### Игровая карьера
Дебютировал в НХЛ в сезоне 1927/28 за команду «Нью-Йорк Американс», за который сыграл девять матчей, забросив при этом одну шайбу. Помимо игр в НХЛ, весь сезон Юэрри играл за фарм-клуб «Американс» «Филадельфия Эрроуз», а затем целый сезон играл за «Нью-Хэвен Иглз», где заработал за сезон 29 очков и стал лучшим бомбардиром по итогам сезона в Канадо-Американской хоккейной лиге.
В мае 1929 года его на драфте забрал «Бостон Брюинз», за который играл шесть сезонов и стал в команде и НХЛ одним из лучших бомбардиров, набирая за сезон более 30 очков.
В июне 1935 года вошёл в сделку по обмену игроками в «Детройт Ред Уингз», где он повысил свою результативность, зарабатывая при этом за сезон более 40 очков. За четыре сезона в составе «Ред Уингз», Бэрри в 1936 и 1937 годах два раза подряд ста обладателем Кубков Стэнли, а также выиграл Леди Бинг Трофи, приз который вручается игрокам за честную спортивную борьбу.
В октябре 1939 года перешёл в «Монреаль Канадиенс», где отыграл уже менее результативно, заработав за сезон 14 очков, а по ходу сезона после расторжения контракта играл за «Питтсбург Хорнетс».
Его последним клубом в карьере стал «Миннеаполис Миллерс», где он стал играющим тренером команды и завершил карьеру по окончании сезона 1940/41 в возрасте 35 лет.

### Тренерская карьера
По окончании игровой карьеры с 1941 по 1942 годы работал главным тренером в «Миннеаполис Миллерс», а в последующие годы работал на юниорском уровне в течение нескольких лет.

### Признание и смерть
В 1965 году был введён в Зал хоккейной славы.
Умер 20 августа 1969 года в Галифаксе от сердечного приступа в возрасте 63 лет.